# Чабер крымский
Чабер крымский (лат. Satureja taurica) — многолетнее растение, вид рода Чабер (Satureja) семейства Яснотковые (Lamiaceae).
Растет на известняках, склонах, каменистых почвах. Встречается в Крыму.
Растение в период цветения содержит до 2,5 % эфирного масла, состоящего из тимола, фенола, пинена, карвакрола.

## Ботаническое описание
Стебли высотой 20—40 см.
Листья кожистые, с железками внизу и сверху.
Цветки красновато-лиловые; чашечка с ланцетными зубцами, сильно железистая; венчик с длинной трубкой, со скудными полосками на нижней губе. Соцветие прямое, узкое, удлинённое.
Плод — продолговатый орешек, несколько расширенный на верхушке, тупой, голый, светло-коричневый.
Цветёт в июле—августе. Плоды созревают в августе—сентябре.

## Значение и применение
Молодая зелень по вкусу напоминает жгучий перец. Надземную часть растения используют как приправу к соусам, мясному фаршу, колбасе, рыбным блюдам; из неё готовят салаты, применяют при засолке огурцов и помидоров, в ликёро-водочной промышленности.
Чабер крымский обладает антибактериальным, инсектицидным и противоглистным действием, обусловленным наличием в эфирном масле тимола.
В народной медицине употребляли как ароматическое, ветрогонное и отхаркивающее средство.

## Классификация

### Таксономия
Вид Чабер крымский входит в род Чабер (Satureja) семейства Яснотковые (Lamiaceae) порядка Ясноткоцветные (Lamiales).
|  |                                      |  |                                                             |                                                             |                      |  | ещё 21 семейство (согласно Системе APG II) | ещё 21 семейство (согласно Системе APG II) |                     |  |  |  | ещё 30—40 видов |
|  |                                      |  |                                                             |                                                             |                      |  | ещё 21 семейство (согласно Системе APG II) | ещё 21 семейство (согласно Системе APG II) |                     |  |  |  | ещё 30—40 видов |
|  |                                      |  |                                                             | порядок Ясноткоцветные                                      |                      |  |                                            |                                            | род Чабер           |  |  |  |                 |
|  |                                      |  |                                                             | порядок Ясноткоцветные                                      |                      |  |                                            |                                            | род Чабер           |  |  |  |                 |
|  | отдел Цветковые, или Покрытосеменные |  |                                                             |                                                             | семейство Яснотковые |  |                                            |                                            | вид Чабер крымский  |  |  |  |                 |
|  | отдел Цветковые, или Покрытосеменные |  |                                                             |                                                             | семейство Яснотковые |  |                                            |                                            |                     |  |  |  |                 |
|  |                                      |  | ещё 44 порядка цветковых растений (согласно Системе APG II) | ещё 44 порядка цветковых растений (согласно Системе APG II) |                      |  |                                            | ещё около 210 родов                        | ещё около 210 родов |  |  |  |                 |
|  |                                      |  |                                                             | ещё 44 порядка цветковых растений (согласно Системе APG II) |                      |  |                                            |                                            | ещё около 210 родов |  |  |  |                 |